# 太田宿 (日光例幣使街道)
太田宿（おおたじゅく）は、日光例幣使街道7番目の宿場。現在の群馬県太田市の市街地周辺である。大光院の門前町と複合的発展を遂げた。

## 歴史
中世は「大田郷」と称していた（『正木文書』）。1643年の太田宿成立以前の太田が、どのような町であったのかは古記録を焼失し詳細は不明である。
- 1170年  大田郷　田3町7反　畠4反10代　在家3宇（『正木文書』）。
- 1469年 金山城築城。
- 1565年  太田市での買い物の記事（『長楽寺永禄日記』）。
- 1580年10月12日　武田勝頼は上杉景勝に9月20日「太田宿以下之根小屋悉撃砕」と宛てた（『上杉家文書』）。
- 1590年 館林藩領となる。橋本家が榊原康政から本陣にとりたてられ建物諸道具を下賜される。
- 1613年 大光院建立[1]。
- 1643年  太田宿が整備される。
- 1645年  日光例幣使街道を制定。太田宿はその宿場となる。
- 1680年 天領となる。以後明治維新まで天領。
- 1701年  当時の太田宿の様子を記録した元禄太田金山絵図が作成される。（現存する市内最古の絵図）[3]
- 1764年9月17日  道中奉行管轄になる。
- 1864年5月　天狗党宿泊。　6月追討軍宿泊。　11月天狗党駐留。岩松万次郎を尊攘の盟主へ画策するが失敗。これは前年から金井之恭・大館・橋本父子・本島自柳らと藤田小四郎が既に計画していた。周辺都市では追討軍、藩兵、農兵が封鎖や接近を始めていた。
- 1866年5月 - 1867年　村方騒動により十人衆慣行廃止。
- 1868年1月　周辺地域で農兵銃隊取立反対運動が起きる。
- 1868年3月8日　東山道軍本隊は旧幕軍（衝鋒隊）が8日太田に宿営と情報を得た。9日未明太田を夜襲、点検するが幕軍はおらず居合わせた幕軍先触を捕虜にし梁田にいると情報を得て会議、休息後出立した。（梁田戦争）。
- 1868年3月13日　一揆が通過し14軒を打ち壊し。諸藩と官軍が共闘し鎮圧。
- 1868年7月30日・8月14日　水藩脱走奸徒追討隊が宿泊。山口正定は先年の止宿を深謝[4]。
- 1872年8月末　明治維新により太田宿廃止。

## 名所・旧跡・近代建築と現状
空襲の被害は少ない。本町通りは近代化事業により拡幅（一部は曳屋などで残る）。裏通りには大正・昭和初期の建物が多く残っていたが近年激減している。
- 追分地蔵
- 受楽寺 移転跡地は十字路を新設し、商店街となっている。
- 国道407号
- ホテル古久三 1813年（文化10年）開業。
- 母衣輪道
- 古戸道
- 本陣 近世の建築（1828年）。1983年焼失。駐車場を経て現在、行政センター・市営住宅。
- 伊佐須美神社 承和年間に勧請。11月にえびす講を開催
- 高砂湯
- 旧四丁目会館
- 引間酒造 煉瓦の煙突・大谷石・棕櫚を組み合わせた建物。2001年に一部解体、2004年消滅。
- 御城道
- 太田町役場（現存）
- 東光寺　1260年開山。
- 春日神社
- 高山神社 高山彦九郎を祀る。
- 大門通り 大門通りは昭和初期までの建物は少ない。
- 長念寺 山門は1821年建立。
- 八瀬川
- 十一屋 現マイピアなど。
- 八千代橋

## 最寄駅
- 東武鉄道伊勢崎線・桐生線・小泉線 太田駅

## 隣の宿
日光例幣使街道
木崎宿 - 太田宿 - 八木宿